# Шалман
Шалман (фр. Challement) насеље је и општина у источном делу централне Француске у региону Бургоња, у департману Нијевр која припада префектури Кламси.
По подацима из 2011. године у општини је живело 61 становника, а густина насељености је износила 6,41 становника/km². Општина се простире на површини од 9,52 km². Налази се на средњој надморској висини од 250 метара (максималној 317 m, а минималној 174 m).

## Демографија
| 1962. | 1968. | 1975. | 1982. | 1990. | 1999. | 2011. |
| ----- | ----- | ----- | ----- | ----- | ----- | ----- |
| 79    | 86    | 90    | 74    | 66    | 54    | 61    |

График промене броја становника у току последњих година